# Олошаг
Олошаг (рум. Oloșag) — село у повіті Тіміш в Румунії. Входить до складу комуни Штюка.
Село розташоване на відстані 350 км на північний захід від Бухареста, 59 км на схід від Тімішоари.

## Населення
За даними перепису населення 2002 року у селі проживала 301 особа.
Національний склад населення села:
| Національність | Кількість осіб | Відсоток |
| -------------- | -------------- | -------- |
| румуни         | 246            | 81,7%    |
| українці       | 53             | 17,6%    |

Рідною мовою назвали:
| Мова       | Кількість осіб | Відсоток |
| ---------- | -------------- | -------- |
| румунська  | 246            | 81,7%    |
| українська | 53             | 17,6%    |